# 无锡市市长列表
下表列出历任无锡市市长：

## 中华民国时期
民国18年（1929年）6月，无锡县县长孙祖基根据国民政府于民国17年颁布的《市组织法 (草案)》呈请江苏省政府，要求组织市政筹备处，准备废县设市。7月，无锡市政筹备处成立，孙祖基兼主任。民国19年（1930年），因经费等原因，市政筹备处奉令结束。

## 中华人民共和国时期
- 无锡市人民政府市长（1949年4月-1955年3月）
  - 顾风，1949年4月-1952年6月在任。
  - 包厚昌，江苏无锡人，1952年6月-1955年1月在任，1952年10月前为代理市长。
- 无锡市人民委员会市长（1955年3月-1966年底）
  - 江坚，1955年3月-1966年2月在任。
  - 田洪，1966年2月-1967年1月在任。
- 无锡市革命委员会主任（1968年3月-1980年1月）
  - 尤太忠，河南光山人，1968年3月-1971年2月在任。
  - 王晏，1971年2月-1975年2月在任。
  - 韩本初，1975年6月-1980年1月在任。
- 无锡市人民政府市长（1980年1月至今）
  - 马健，1980年1月-1983年3月在任。
  - 陈文章，1983年3月-1983年10月在任。
  - 吴冬华，江苏兴化人，1983年10月-1987年12月在任，1984年3月前为代市长。
  - 王宏民，江苏宜兴人，1987年12月-1992年5月在任，1988年1月前为代市长。
  - 洪锦炘，浙江乐清人，1992年5月-1993年7月在任，1993年5月前为代市长。
  - 于广洲，江苏阜宁人，1993年7月-1997年7月在任，1994年3月前为代市长。
  - 吴新雄，江苏江阴人，1997年7月-2001年6月在任，1998年1月前为代市长。
  - 王荣，江苏滨海人，2001年6月-2003年3月在任，2002年1月前为代市长。
  - 毛小平，江苏武进人，2003年3月任代市长，2004年2月正式当选。